# María y Cosecha
María y Cosecha es un grupo de música de raíz folclórica argentina y latinoamericana, con más de 20 años de vigencia en Argentina.

## Historia
Fue fundado en el año 1997 por los músicos Chiqui Ledesma (voz), Pablo Fraguela (piano y coros), Matías Furió (percusión), Pedro Furió (guitarra y coros) y Pedro Borgobello (vientos), quienes se conocieron mientras cursaban sus estudios de música en la Escuela de Música Popular de Avellaneda de la Provincia de Buenos Aires, Argentina. Chiqui Ledesma fue ganadora y figura sobresaliente del Festival Nacional de Folklore de Cosquín en el año 1992 en el rubro solista vocal femenina. Por su parte, Cosecha fue ganador en el rubro conjunto instrumental en el año 1999 en el marco del mismo festival.
Desde el inicio, el grupo se abocó a la búsqueda de un estilo propio, mediante la creación de arreglos originales de temas del cancionero popular argentino, principalmente, y latinoamericano. Incluyen en su repertorio obras de autores y compositores fundamentales del cancionero latinoamericano como Armando Tejada Gómez, Víctor Jara, Raúl Carnota, Chacho Muller, Atahualpa Yupanqui, Teresa Parodi, Silvio Rodríguez y Pablo Milanés, entre otros, así como de colegas de su generación tales como Tilín Orozco, Fernando Barrientos, Laura Vallacco, Topo Encinar, Pablo Dumit y Georgina Hassan. Constituyen un ensamble donde los instrumentos escapan a la función de mero acompañamiento de la voz a partir de los arreglos del pianista Pablo Fraguela. 
Fueron cofundadores junto con El Tierral de la peña «La Eulogia» que funcionó durante los años 2000 y 2002 en el barrio porteño de San Telmo y que fue punto de referencia para artistas y músicos del medio, durante una época en la que para los artistas emergentes y algunos consagrados era complicado acceder a los grandes festivales de música folklórica. Fueron cocreadores del Encuentro Músicas de Provincia que se realiza desde el año 2001 en Buenos Aires.
El grupo no siempre trabajó con la misma formación. En el año 2003, el clarinetista se alejó para ingresar como vientista en el grupo Arbolito y su lugar fue ocupado por el músico mexicano Javier Sepúlveda. En el mismo año se incorporó a la formación el contrabajista Ricky Canepa.  
En el año 2006 y tras el alejamiento de Sepúlveda y el cambio de Cánepa por Taty Calá en el contrabajo, la banda volvió a su formato de quinteto, tal como había sido concebida en sus inicios. Hasta ese año se presentaron bajo el nombre «María de los Ángeles Ledesma y Cosecha de Agosto». Luego, a partir de la edición de su segundo material discográfico, comenzaron a utilizar el nombre de «María y Cosecha». Ese año fueron nominados a los Premios Clarín en el rubro "revelación folklore".
A lo largo de su historia se presentaron en importantes escenarios de su país. Entre dichas presentaciones merece destacarse el concierto colectivo músicos argentinos en el ND Ateneo que tuvo lugar en el año 2004 en dicho teatro, donde compartieron el escenario con sus colegas Orozco-Barrientos, Claudio Sosa y el dúo conformado por Luna Monti y Juan Quintero. En el año 2006, el grupo fue convocado para participar en el álbum La Música de Todos editado por la Secretaría de Cultura de la Nación, donde contribuyeron con el tema Coplera de las cocinas de Armando Tejada Gómez y Chacho Echenique.  En el año 2009 fueron convocados para participar del ciclo Mixturas en el teatro IFT de Buenos Aires, junto a Marcela Passadore y la cantante peruana radicada en México Carmina Cannavino. El 24 de mayo de 2015 actuaron en las fiestas por la celebración de los 205 años de la Revolución de Mayo en la Plaza de Mayo de la Ciudad de Buenos Aires junto a Rubén Rada, Horacio Fontova, Mariana Baraj, entre otros.

## Integrantes actuales
- Chiqui Ledesma: voz.
- Pedro Furió: guitarra y cuatro venezolano.
- Matías Furió: percusión.
- Pablo Fraguela: piano y coros.
- Sebastían Taty Calá: contrabajo.

## Discografía

### Álbumes de estudio
- Miradas (Año 1999. Producido por Pata Ancha Producciones): Este trabajo fue galardonado por el Consejo Argentino de Música Argentina de la UNESCO.[9]
- Esencia (Año 2006. Independiente): elegido como uno de los discos del año por el diario La Nación[10] y editado en formato digital por el sello italiano Microcosmodischi.[11]
- Otra Vuelta (Año 2010. Independiente): seleccionado como mejor disco del año, por los diarios La Nación,[12] Página 12 y Tiempo Argentino.
- Umbral (Año 2014. Independiente): presentado en el Centro Cultural de la Memoria Haroldo Conti Espacio Memoria y Derechos Humanos (ex-ESMA) y con elogiosas críticas de la prensa especializada[13]

### Participaciones
María y Cosecha ha participado en discos homenaje a grandes artistas, tales como Armando Tejada Gómez a 20 años de su fallecimiento, editado en el año 2012 por el sello ByM Registros de Cultura y Luis Alberto Spinetta en el álbum Raíz Spinetta (2015), ganador del Premio Gardel 2016 al mejor álbum conceptual.